# Плас-дез-Ар
«Плас-дез-Ар» (фр. Place des Arts) — многоцелевой культурный центр в Монреале (Квебек, Канада). В комплекс входят 6 концертно-театральных залов и экспозиция Музея современного искусства. Главный зал (зал Вильфрида Пеллетье, около 3000 зрительских мест) открылся в 1963 году, комплекс театральных залов (Театр Мезоннёв, Театр Жана Дюсеппа и Студия-театр) действует с 1967 года, так называемый Пятый зал (фр. Cinquième salle) — с 1992 года, одновременно с присоединением Музея современного искусства, и Симфонический дом Монреаля (2100 зрительских мест) — с 2011 года. «Плас дез Ар» — домашняя концертная площадка Монреальского симфонического оркестра, Столичного оркестра Большого Монреаля, Монреальской оперы, труппы Les Grands Ballets Canadiens, театральной труппы имени Жана Дюсеппа, Камерного оркестра Макгиллского университета, место проведения Монреальского международного джазового фестиваля.

## История
В 1955 году по инициативе мэра Монреаля Жана Драпо был создан Центр сэра Жоржа-Этьена Картье — организация, занявшаяся разработкой планов концертно-выставочного комплекса, в дальнейшем получившего название «Плас-дез-Ар» (с фр. — «Площадь Искусств»). К 1959 году группа архитекторов (Аффлек, Дебара, Димакопулос, Лебенсольд, Мишо и Зизе) разработала планы будущего комплекса, и в феврале 1961 года началось его строительство.
Первое здание комплекса открылось 21 сентября 1963 года. Основу этого здания составляет Большой зал (с 1966 года — зал Вильфрида Пеллетье) с пятью фойе, в главном из которых установлена скульптура канадского автора Луи Аршамбо «Светящиеся ангелы». В 1964 году Центр Картье был преобразован в Управление Плаз-дез-Ар (с 1982 года, после муниципальной налоговой реформы, — Общество Площади Искусств Монреаля, фр. Société de la Place des arts de Montréal. Эта структура подчинена министру культуры Квебека, а сам комплекс «Плас-дез-Ар» имеет статус коронной корпорации провинциального подчинения.
Второе здание комплекса, в котором размещены театральные залы, было открыто к Всемирной выставке 1967 года. Его авторами стали монреальские архитекторы Давид, Баротт и Бульва, оно расположилось юго-западнее зала Вильфрида Пеллетье. В 1978 году к двум театральным залам, действующим в этом здании, добавилось третье, известное как Студия-театр.
С 2002 года началась общественная кампания за постройку нового концертного комплекса для Монреальского симфонического оркестра. В 2006 году было дано согласие правительства Квебека на это строительство, работа над планами завершена в 2009 году, и к 2011 году новое здание на углу бульвара Мезоннёв и улицы Сен-Урбан было построено, став последним по времени дополнением к комплексу «Плас-дез-Ар». В ведение Общества Площади Искусств Монреаля в 1995 году было также передано здание Амфитеатра Фернана Линдси в Жольете (Квебек).

## Площадки
Общий вид комплекса
Большой зал (с 1966 года зал Вильфрида Пеллетье) используется для концертов, постановки опер, балетов, мюзиклов, шоу варьете и цирковых представлений. Открылся 21 сентября 1963 года выступлением Монреальского симфонического оркестра под управлением Вильфрида Пеллетье и Зубина Меты. Размеры сцены — 47 на 17 м, вместимость — 2960 мест. Оркестровая яма вмещает до 100 музыкантов.
Театр Мезоннёв спроектирован в итальянском стиле и расположен во втором здании комплекса «Плас-дез-Ар», открывшемся в 1967 году. Используется для драматических и танцевальных постановок, концертов и демонстрации кинофильмов. Занимает верхнюю часть здания, имеет размеры сцены 46 на 21 м и вмещает 1441 зрительское место. Оркестровая яма рассчитана на 45 музыкантов.
Театр Жана Дюсеппа (до 1991 года Театр Пор-Рояль) в основном предназначен для театральных постановок и располагает самой сценой размерами 42 на 17 м. Рассчитан на 747 мест, расположенных уступами для обеспечения лучшего обзора. Имеется небольшая оркестровая яма на 10 мест.
Студия-театр (первоначальное название «Театр-кафе на площади») открылся 6 ноября 1978 года. Авторы дизайна — архитекторы Давид, Баротт и Клев. Рассчитан на 124 посадочных места, используется для камерных театральных постановок и вокальных концертов.
Пятый зал имеет переменную конфигурацию зрительских рядов и вмещает от 286 до 413 зрительских мест. Спроектирован архитекторами Жодуаном, Ламарром и Праттом и начал работу 29 мая 1992 года. Представляет собой многоцелевую аудиторию, входящую в комплекс Музея современного искусства, используется для демонстрации кинофильмов, вокальных, драматических и танцевальных представлений, литературных чтений и лекций.
Симфонический дом Монреаля (фр. Maison symphonique de Montréal) стоимостью 266 млн долларов спроектирован архитекторами Дайамондом и Шмиттом, открылся 7 сентября 2011 года концертом Монреальского симфонического оркестра с хором и ансамбля «Тафельмузик» под управлением Кента Нагано. Предназначен для симфонических и камерных концертов, включает 2100 зрительских мест.
Эспланада перед зданиями комплекса «Плас-дез-Ар» используется для проведения фестивалей и выставок изобразительного искусства.